# Escou
Escou település Franciaországban, Pyrénées-Atlantiques megyében. Lakosainak száma 430 fő (2022. január 1.). Escou Escout, Herrère, Lasseube és Ogeu-les-Bains községekkel határos.

## Népesség
A település népességének változása:
| Lakosok száma | 388  | 418  | 432  | 414  | 418  | 423  | 428  | 429  | 430  |
|               | 2013 | 2015 | 2016 | 2017 | 2018 | 2019 | 2020 | 2021 | 2022 |